# エクジソン-20-モノオキシゲナーゼ
エクジソン-20-モノオキシゲナーゼ（ecdysone 20-monooxygenase）は、昆虫ホルモン生合成酵素の一つで、次の化学反応を触媒する酸化還元酵素である。
エクジソン + 還元型受容体 + O2 {\displaystyle \rightleftharpoons } 20-ヒドロキシエクジソン + 受容体 + H2O
この酵素の基質はエクジソン、還元型受容体とO2で、生成物は20-ヒドロキシエクジソン、受容体とH2Oである。
この酵素は酸化還元酵素に属し、基質に特異的に作用する。酸素は酸化剤として還元されると同時に基質に取り込まれる。組織名はEcdysone,hydrogen-donor:oxygen oxidoreductase (20-hydroxylating)で、別名にα-ecdysone C-20 hydroxylase、ecdysone 20-hydroxylaseがある。